# Guimarota
Guimarota is een verlaten kolenmijn in de buurt van Leiria in Portugal. In 1961, een paar jaar nadat de mijnbouw stopte, kreeg de groeve wereldwijde bekendheid als de grootste en belangrijkste fossielenvindplaats van vroege zoogdieren en andere gewervelde dieren uit het Laat-Jura (ongeveer 150 miljoen jaar geleden). In 1982 moesten de opgravingen worden stopgezet.

## Geschiedenis van de opgravingen
De eerste vondsten in de groeve werden in 1959 gedaan door de Berlijnse paleontoloog Walter Georg Kühne. Op dat moment was de groeve waar twee naden ondergronds werden gedolven nog actief. De eerste opgravingscampagnes werden in 1960 en 1961 gedaan door medewerkers van de Freie Universität Berlin met de steun van de mijnwerkers, verdere ontdekkingen werden gedaan in de gedolven kolen. Nadat de groeve was stilgelegd, concentreerden de graafactiviteiten zich op het materiaal van de hopen totdat deze collecties in 1968 werden stopgezet. Deze eerste opgravingsperiode bleek buitengewoon succesvol te zijn, er werden in totaal vierenzeventig kaken en meer dan dertienhonderd individuele tanden van zoogdieren uit het Jura  gevonden, waardoor Guimarota zelfs toen de belangrijkste vindplaats van zoogdieren uit het Mesozoïcum was.
In 1972 begon in Guimarota een van de grootste en meest succesvolle ondernemingen in de geschiedenis van de paleontologie. Onder leiding van Bernard Krebs, een voormalige assistent van Kühne, en zijn collega Siegfried Henkel, twee paleontologen van de Freie Universität Berlin, werden de ondergrondse operaties in de groeve hervat voor puur wetenschappelijke doeleinden. Tot 1982 werd de kolenmijn gerund door de plaatselijke mijnwerkers onder leiding van de Freie Universität Berlin, waarbij grote hoeveelheden gefossiliseerde gewervelde dieren en andere fossielen aan het licht kwamen. Dit bedrijf werd gefinancierd door de Deutsche Forschungsgemeinschaft (DFG).
Tijdens de opgravingen werd steenkool ondergronds gebroken en vervolgens door lokale arbeiders in kleine stukjes gesplitst en onderzocht op fossielen. Geïdentificeerde fossiele resten werden gemarkeerd en de brokken steenkool verzegeld in plastic zakken voor latere bereiding in de laboratoria in Berlijn. De resterende steenkool werd chemisch verwerkt en gewassen (geslibd) door zeven om zelfs zeer kleine fossiele resten te verkrijgen. Met behulp van deze methode zijn tienduizenden overblijfselen van gewervelde dieren teruggevonden in Guimarota, wat een uniek inzicht geeft in een Jura-ecosysteem.
In 1982 werden de opgravingen stopgezet omdat het onderhoud van de mijn niet meer gefinancierd kon worden. Sindsdien staat de groeve vol met water en is niet meer toegankelijk.

## De vondsten
Hoewel Guimarota wereldwijd vooral aandacht kreeg vanwege de vondsten van zoogdieren, werden er overblijfselen gevonden van bijna alle gewervelde groepen van een terrestrisch ecosysteem uit het Jura. Vissen worden bezet door zowel haaien als beenvissen. De amfibieën zijn voornamelijk Albanerpetontiden, een groep kleine, gravende, salamanderachtige dieren die pas in het Mioceen uitstierven. Schildpadden zijn alleen gedocumenteerd met zeer fragmentarisch materiaal dat ten minste drie verschillende soorten suggereert.
De hagedisfauna is zeer divers. Vroege vertegenwoordigers van de Scincomorpha en Anguimorpha komen vooral voor in Guimarota, wat in beide gevallen een van de oudste records van deze groepen is. Krokodillen behoren tot de meest voorkomende vondsten in Guimarota. Vooral kleine, amfibische krokodillen, zoals het geslacht Goniopholis, komen veel voor. Er werden echter ook overblijfselen gevonden van de gigantische zeekrokodil Machimosaurus en de kleine terrestrische krokodil Lisboasaurus.
De dinosauriërfauna is ook erg rijk aan soorten. Opvallend is dat vrijwel alle overblijfselen afkomstig zijn van kleine dieren, wat waarschijnlijk te maken heeft met het ecosysteem en de instandhoudingscondities (tafonomie). Ook ongebruikelijk is dat de overgrote meerderheid van de overblijfselen van carnivore dinosauriërs (theropoden) zijn, waaronder een van de eerste tyrannosauriërs Aviatyrannis. Sauropoden worden alleen vertegenwoordigd door tanden, vermoedelijk die van een brachiosauride en ornithopoden worden vertegenwoordigd door de kleine, basale euornithopode Phyllodon en ten minste één niet-geïdentificeerde iguanodont. Individuele tanden suggereren ook dat de oervogel Archaeopteryx ook in Guimarota voorkwam, wat het eerste bewijs zou zijn van dit dier buiten de Solnhofener kalksteen.
De zoogdierfauna van Guimarota is van bijzonder wetenschappelijk belang. Een basaal zoogdier is de docodont Haldanodon, een klein, gravend dier, waarschijnlijk vergelijkbaar met een moderne mol. Er zijn talloze fossielen van multituberculaten ontdekt, in totaal zijn er achttien soorten beschreven. Multituberculaten zijn een basale groep zoogdieren die de ecologische positie van knaagdieren in het Mesozoïcum innamen en pas uitstierven met de verspreiding van echte knaagdieren. Van bijzonder belang zijn de Eupantotheria, de meest geavanceerde zoogdieren van hun tijd en al dicht bij de oorsprong van moderne zoogdieren (Theria: buideldieren en placentadieren). Twee groepen Eupantotheria komen voor in Guimarota, de Dryolestidae en de Peramuridae. Onder de laatste is het eerste bijna complete skelet van een zoogdier uit het Jura dat is gevonden. Dit skelet werd in 1991 door Bernard Krebs beschreven als Henkelotherium.

## Leefgebied
Op basis van de fossiele vondsten en de sedimentologie van Guimarota kan het leefgebied worden gereconstrueerd. Dienovereenkomstig was het blijkbaar een kustmoeras dat periodiek door de zee werd overstroomd, wat de mariene fauna-elementen, zoals haaien, verklaart.